# Juan Manuel Basurco
Juan Manuel Basurco Ulacia (su apellido suele ser frecuentemente escrito como Bazurco, Basurko o Bazurko) (Motrico, Guipúzcoa, 22 de enero de 1944 - San Sebastián, 20 de marzo de 2014) fue un sacerdote católico y futbolista profesional español que jugaba como delantero.
A pesar de que en términos objetivos no llevó a cabo una carrera deportiva especialmente destacada, alcanzó una notable notoriedad en Ecuador por su insólita condición de cura futbolista y especialmente por haber sido protagonista de la gesta más recordada de la historia del Barcelona Sporting Club, la conocida como La Hazaña de La Plata, gracias a la cual grabó su nombre en la historia de este club y en la del fútbol ecuatoriano.

## Biografía
Basurco nació en la localidad costera de Motrico. En su juventud sintió como muchos jóvenes vascos de la época la llamada de la vocación sacerdotal.
Estudió para ser sacerdote. Gran aficionado al fútbol durante sus años de seminario siguió jugando al fútbol como aficionado en el equipo del CD Motrico, con el que llegó a militar en la Tercera división española.
Tras finalizar sus estudios y consagrarse como sacerdote decidió salir como misionero a Latinoamérica. Su primer destino como sacerdote fue la parroquia de San Camilo de Quevedo en la provincia de Los Ríos de Ecuador, donde se hizo cargo de la iglesia de San Cristóbal en 1969.
En Ecuador siguió practicando su afición por el fútbol y comenzó a jugar en el equipo local del Club Deportivo San Camilo y pronto corrió la voz en la zona de la existencia de un joven cura vasco con grandes cualidades como delantero. Así en 1970 fue requerido para jugar en el Liga Deportiva Universitaria de Portoviejo en la Serie A de Ecuador pasando a ser jugador profesional. Basurco tuvo que pedir permiso a las autoridades eclesiásticas y compaginar sus actuaciones como futbolista con sus deberes parroquiales primando siempre los segundos. Sus grandes actuaciones con el equipo de Portoviejo hicieron que uno de los grandes del fútbol ecuatoriano se fijara en él y así fichó en 1971 por el Barcelona Sporting Club.
El traslado a Guayaquil suponía desatender más sus laborales pastorales pero le permitió destinar su ficha como futbolista profesional a los niños pobres de su parroquia. Fue el 29 de abril de 1971 cuando Barcelona se enfrentaba al Estudiantes de La Plata en la Copa Libertadores. El Barcelona, gracias a un gol de Basurco a pase de Alberto Spencer se impuso a Estudiantes en un triunfo que fue celebrado como un grandísimo éxito por el Barcelona de Ecuador y en general, por la afición ecuatoriana, por lo que suponía para un equipo procedente de un fútbol modesto como el ecuatoriano imponerse al entonces considerado mejor club del mundo. La victoria fue conocida como la Hazaña de la Plata y Basurco apodado como el Padre de los Botines Benditos, haciéndose con un hueco en la historia de Barcelona.
Basurco no llegó a acabar esa temporada ya que volvió a su parroquia de San Cristóbal y acabó la temporada jugando con el Liga Deportiva Universitaria de Portoviejo, equipo en el que por cercanía podía compaginar parcialmente sus labores como cura y futbolista. Sin embargo, al acabar el año decidió abandonar el fútbol y dedicarse únicamente al sacerdocio.
Unos años después Basurco regresó a España, donde se secularizó abandonando el sacerdocio. Basurco se estableció en su Guipúzcoa natal, se casó, tuvo dos hijos y se dedicó durante años a la docencia en las localidades de San Sebastián y Fuenterrabía. Más tarde se jubiló.
Falleció el 20 de marzo de 2014 en San Sebastián.

### La "Hazaña de la Plata"
Tras coronarse campeón del certamen local en la edición de 1970, el modesto Barcelona Sporting Club, de Guayaquil; buscaría armar un equipo competente para la venidera presentación en la Copa Libertadores. Para ello el conjunto presidido en aquel entonces por Galo Roggiero, sumaria a sus filas al experimentado Alberto Spencer y al "padrecito" que se había hecho un nombre en la Liga de PortoViejo: Juan Manuel Basurco.
Así, con poco, el "canario" lograría  transcender durante la competición continental, hasta instalarse en la fase de las semifinales. Momento en el cual el azar les jugaría sucio, colocándoles en frente al vigente tricampeón del certamen: Estudiantes de la Plata. Quienes marchaban cómodamente hacia la cuádruple corona, siendo considerados no solo el mejor conjunto de América, sino uno de los mejores del mundo. En el primer encuentro, en Guayaquil, la oncena argentina cosecharía un triunfo 1-0, resultado con el que deberían viajar a su feudo, para así sellar una llave en un estadio donde se mantenían invictos en enfrentamientos internacionales, desde su debut en la competición en el año de 1968.
No obstante, la noche del 29 de abril de 1971, los santos se sumarían al cuadro amarillo y el milagro se materializaría durante el minuto 17' del segundo tiempo. Tras un desborde por izquierda de Alberto Spencer, el ariete ecuatoriano serviría un balón al centro del atea, donde venia arremetiendo el padre, quien seguidamente aprovecharía la salida del guardameta Gabriel Flores, para desenvainar un derechazo que inflaría las redes y los instalaría en la historia del balompié sudamericano.
Ecuador Martinez y Aristides Castro, relator y comentarista de Radio Atalaya, una de las tres emisoras que habían realizado en viaje hasta Argentina para cubrir el compromiso; inmortalizaron esa noche un canto que quedaría plasmado en la memoria colectiva del fanático local: "Benditos sean los botines del padre Bazurko". Los siguientes 28 minutos no desentonarían con respecto al resto de la justa, Estudiantes asediaría sin éxito la portería contraria, mientras el Barcelona, victimado, lograría defender su valla y sacar un triunfo que quedara para la historia.

### Clubes
| Club                                       | País    | Año  |
| ------------------------------------------ | ------- | ---- |
| CD Motrico                                 | España  |      |
| Club Deportivo San Camilo                  | Ecuador | 1969 |
| Liga Deportiva Universitaria de Portoviejo | Ecuador | 1970 |
| Barcelona Sporting Club                    | Ecuador | 1971 |
| Liga Deportiva Universitaria de Portoviejo | Ecuador | 1971 |

### Campeonatos nacionales
| Título              | Club      | País    | Año  |
| ------------------- | --------- | ------- | ---- |
| Campeonato Nacional | Barcelona | Ecuador | 1971 |